# Semide
Semide település Franciaországban, Ardennes megyében. Lakosainak száma 173 fő (2022. január 1.). Semide Aure, Contreuve, Leffincourt, Liry, Machault, Mont-Saint-Martin, Saint-Étienne-à-Arnes, Sugny és Sommepy-Tahure községekkel határos.

## Népesség
A település népessége az elmúlt években az alábbi módon változott:
| Lakosok száma | 293  | 264  | 258  | 214  | 198  | 195  | 190  | 178  | 177  | 173  |
|               | 1968 | 1982 | 1990 | 2006 | 2013 | 2015 | 2017 | 2019 | 2020 | 2022 |